# Википедија на тамилском језику
Википедија на тамилском језику је верзија Википедије на тамилском језику, слободне енциклопедије, која данас има 174.251 чланака и заузима на листи Википедија 69. место.